# Convocazioni per il campionato mondiale di hockey su pista Novara 2024
Lista dei giocatori convocati dalle Nazionali per il Campionato del mondo di hockey su pista 2024 a Novara.

## World Championship

### Girone A
| Nº     | Ruolo | Giocatori         |
| ------ | ----- | ----------------- |
| Angola |       |                   |
| 1      | P     | Wilson Alexandre  |
| 2      | E     | André Centeno     |
| 4      | E     | Afonso Sousa      |
| 6      | E     | Josemar Tavares   |
| 8      | E     | Humberto Da Silva |
| 9      | E     | João Pinto        |
| 32     | P     | Francisco Veludo  |
| 33     | E     | Gonçalo Nunes     |
| 54     | E     | Gonçalo Neto      |
| 77     | E     | Anderson Silva    |
| C.T.   | C.T.  | Rui Neto          |

| Nº        | Ruolo | Giocatori              |
| --------- | ----- | ---------------------- |
| Argentina |       |                        |
| 1         | P     | Constantino Acevedo    |
| 7         | E     | Ezequiel Mena          |
| 9         | E     | Lucas Ordóñez          |
| 10        | E     | Danilo Rampulla        |
| 12        | P     | Valentín Grimalt       |
| 27        | E     | Lucas Martínez         |
| 33        | E     | Facundo Navarro        |
| 57        | E     | Reinaldo García Mallea |
| 87        | E     | Facundo Bridge         |
| 99        | E     | Gonzalo Romero         |
| C.T.      | C.T.  | José Luis Páez         |

| Nº         | Ruolo | Giocatori         |
| ---------- | ----- | ----------------- |
| Portogallo |       |                   |
| 3          | E     | José Soares Costa |
| 8          | E     | José Miranda      |
| 9          | E     | João Rodrigues    |
| 24         | E     | Miguel Vieira     |
| 39         | E     | Xavier Cardoso    |
| 47         | P     | Alejandro Edo     |
| 61         | P     | Ângelo Girão      |
| 71         | E     | Gonçalo Pinto     |
| 77         | E     | Gonçalo Alves     |
| 78         | E     | Hélder Nunes      |
| C.T.       | C.T.  | Paulo Freitas     |

| Nº          | Ruolo | Giocatori          |
| ----------- | ----- | ------------------ |
| Stati Uniti |       |                    |
| 2           | E     | Josh Englund       |
| 3           | E     | Alec Moyer         |
| 4           | E     | Andrew Woolfolk    |
| 5           | E     | Matthew Price      |
| 8           | E     | Pablo Aguaron      |
| 9           | E     | Colby Moyer        |
| 12          | P     | Didac Sanchez      |
| 24          | E     | Shawn Schmelcher   |
| 31          | P     | Brandon Brewington |
| 33          | E     | Marco Aguaron      |
| C.T.        | C.T.  | James Ferguson     |

### Girone B
| Nº   | Ruolo | Giocatori         |
| ---- | ----- | ----------------- |
| Cile |       |                   |
| 1    | P     | Lucio Armijo      |
| 2    | E     | Joaquin Fernandez |
| 3    | E     | Vicente Soto      |
| 4    | E     | Benjamin Diaz     |
| 5    | E     | Felipe Castro     |
| 6    | E     | Alvaro Osorio     |
| 7    | E     | Felipe Marquez    |
| 8    | E     | Gabriel Tudela    |
| 9    | E     | Diego Rojas       |
| 10   | P     | Diego Garcia      |
| C.T. | C.T.  | Jose Bertran      |

| Nº      | Ruolo | Giocatori            |
| ------- | ----- | -------------------- |
| Francia |       |                      |
| 1       | P     | Pedro Chambel        |
| 2       | E     | Marc Rouzé           |
| 3       | E     | Bruno Di Benedetto   |
| 4       | E     | Remi Herman          |
| 5       | E     | Thibault Colin       |
| 6       | E     | Roberto Di Benedetto |
| 7       | E     | Antoine Le Berre     |
| 8       | E     | Nathan Gefflot       |
| 9       | E     | Carlo Di Benedetto   |
| 10      | P     | Alan Audelin         |
| C.T.    | C.T.  | Nuno Lopes           |

| Nº     | Ruolo | Giocatori             |
| ------ | ----- | --------------------- |
| Italia |       |                       |
| 1      | P     | Stefano Zampoli       |
| 4      | E     | Alberto Pozzato       |
| 5      | E     | Davide Banini         |
| 6      | E     | Andrea Malagoli       |
| 7      | E     | Giulio Cocco          |
| 14     | E     | Alessandro Verona     |
| 22     | P     | Riccardo Gnata        |
| 71     | E     | Davide Gavioli        |
| 77     | E     | Francesco Compagno    |
| 87     | E     | Francisco Ipiñazar    |
| C.T.   | C.T.  | Alessandro Bertolucci |

| Nº     | Ruolo | Giocatori         |
| ------ | ----- | ----------------- |
| Spagna |       |                   |
| 1      | P     | Càndid Ballart    |
| 3      | E     | Ignacio Alabart   |
| 5      | E     | César Carballeira |
| 8      | E     | Pau Bargalló      |
| 9      | E     | Marc Grau         |
| 10     | P     | Carles Grau       |
| 18     | E     | Martí Casas       |
| 24     | E     | Nil Roca          |
| 55     | E     | Sergi Aragonès    |
| 97     | E     | Ivan Morales      |
| C.T.   | C.T.  | Guillem Cabestany |